# U2 3D
U2 3D é um filme musical lançado em 2008, o segundo filme de ação ao vivo a ser filmado, produzido, e exibido exclusivamente com tecnologia 3D digital. O filme foi gravado em vários espectáculos realizados na América do Sul durante a Vertigo Tour em 2006. É também o segundo lançamento teatral da banda, depois de Rattle and Hum de 1988.
O filme teve a colaboração da National Geographic Society.

## Lista de faixas
Todas as canções escritas por U2, exceto "Miss Sarajevo" (co-escrito com Brian Eno).
1. "Vertigo"
2. "Beautiful Day"
3. "New Year's Day"
4. "Sometimes You Can't Make It on Your Own"
5. "Love and Peace or Else"
6. "Sunday Bloody Sunday"
7. "Bullet the Blue Sky"
8. "Miss Sarajevo"/Leitura da Declaração dos Direitos Humanos
9. "Pride (In the Name of Love)"
10. "Where the Streets Have No Name"
11. "One"

Encore
1. "The Fly"
2. "With or Without You"

Créditos finais
1. "Yahweh"[3]